# 愛媛県道200号鹿島公園線
愛媛県道200号鹿島公園線（えひめけんどう200ごう かしまこうえんせん）は、愛媛県松山市を通る一般県道である。

## 概要
鹿島公園線という名称がついているが、北条鹿島の島内には当該県道は通っていない。北条鹿島へ渡る渡船待合所から愛媛県道179号湯山北条線（旧国道196号）を結ぶ路線である。短い路線のため、道路上に県道の標識は設置されていない。

### 路線データ
- 総延長：0.3 km
- 起点：松山市北条辻 （鹿島公園渡船待合所）
- 終点：松山市北条辻 （北条駅前交差点　愛媛県道179号湯山北条線・愛媛県道201号伊予北条停車場線交点）

## 歴史
- 1928年（昭和3年）9月14日 - 愛媛県告示第527号により、北条停車場鹿島線として県道に認定される[1]。
- 1958年（昭和33年）6月27日 - 愛媛県告示第566号により、現路線名である鹿島公園線として県道に認定される（整理番号63番）[2]。
- 1972年（昭和47年）3月16日 - 愛媛県が愛媛県道200号鹿島公園線として認定。

## 地理

### 通過する自治体
- 松山市

### 交差する道路
- 愛媛県道179号湯山北条線
- 愛媛県道199号北条港線
- 愛媛県道201号伊予北条停車場線

### 沿線
- 北条鹿島
  - 鹿島神社
  - 鹿島城跡
  - 鹿島海水浴場
  - 鹿島展望台
  - 鹿島キャンプ場
  - 太田屋 鹿島店
- 鹿島公園渡船待合所
- JR四国予讃線 伊予北条駅